# 佐分眞
佐分 眞（さぶり まこと、1898年（明治31年）10月8日 - 1936年（昭和11年）4月23日）は、大正期昭和期に活躍した日本の洋画家。レンブラントの影響を受け写実主義に傾倒した堅実な画風を築いた。

## 経歴
愛知県名古屋市西区園井町（現・中区錦）に、資産家で第6代一宮町長の佐分慎一郎の庶子として生まれる。母・田中たまは元芸者で、佐分との結婚前に有栖川宮熾仁親王との間にイクという名の娘をもうけていた。叔父・田中徳次郎は中部電力の前身会社を興す。愛知県立第一中学校在学中の1914年、複雑な家庭事情に悩み、自殺しようと家出するも三浦三崎で見つかる。
1915年に上京して郁文館中学校に転校、また川端画学校夜間部でも学ぶ。翌年、東京美術学校西洋画科に入学し、藤島武二に師事する。同校を1922年に卒業し、土屋しげ子と結婚。
1924年第5回帝展に「静物」で初入選。翌年、白日賞を受賞し白日会会員に推される。1926年、光風会賞受賞。同年度に美校卒業生によって結成された等迦会第1回展に出品、創立会員となるが、同年に妻・しげ子死去。
1927年から1932年まで2度にわたり渡仏。滞在中はイタリアやスペインを旅行し、レンブラントやベラスケス、ゴヤの作品に感銘を受ける。また藤田嗣治、佐伯祐三、久米正雄、長岡輝子らと交流。1931年帝展に出品した「貧しきキャフェーの一隅」が特選となる。帰国後の1933年に「画室」で、翌1934年「室内」で連続して帝展特選を受ける。同年には、東京宝塚劇場開館に伴いその美術部嘱託として入社、美術部長として活躍する。翌年、名古屋松坂屋で個展を開く。同年の帝国美術院の改組（松田改組）に不満を持ち、改組後に結成された第二部会には参加せず、白日会・光風会も脱退した。1936年、東京西ケ原の自宅アトリエで遺書3通を遺して縊死し、多磨霊園（12-1-5）に葬られる。法名は超然院一貫宗眞居士。
没年の9月には遺産をもとに10年の年限を設けた「佐分賞」が組まれて新人洋画家の奨励事業が始まると、発表と賞金の授与は毎年、故人を偲んで4月23日とした。広く洋画家を対象とし、選考委員は藤島武二、梅原龍三郎、安井曾太郎、藤田嗣治、長谷川昇が引き受け、同名の委員会のもとで事務を行った委員9名の内訳は右の通り。伊藤廉、伊原宇三郎、福島繁太郎、小寺健吉、益田義信、宮田重雄、山喜多二郎太、窪田照三、田口省吾。2年を経た1938年には、特に出征画家から選んで5名に賞を贈った。受賞者は笹岡了一（白日会）、中村節也（独立美術協会）、原精一（春陽会）、平通武男（東光会）、山田正（国画会）である。

## 家族
- 父・佐分慎一郎（1857-1915）- 一宮銀行、一宮紡績、一宮瓦斯、一宮電気の取締役を歴任し、一宮町長もつとめた（1898-1900）[2]。
- 母・田中たま（1867-1944）- 元芸者。慎一郎との間に四子を儲けた。
- 異父姉・家口いく（1889-1969）- 母たまと有栖川宮熾仁親王の娘。夫は陸軍中尉の家口顕（結婚後東邦電力佐賀支店長）。1927年に寡婦となり大本教入信。
- 長男・佐分純一 - 仏文学者
- 母方叔父・田中徳次郎（1876-1933）-  実業家。眞にフランス行きを勧めた[6]。長男田中精一は中部電力第4代社長
- 甥・栄二（1919-2006）は出口王仁三郎の大本教を継いだ3代教主出口直日の長女の入り婿となる[7]。

## 主な作品
| 作品名                 | 技法・素材 | 寸法（縦x横cm） | 所有者             | 年代               | 署名・年記                       | 備考            |
| ---------------------- | ---------- | --------------- | ------------------ | ------------------ | -------------------------------- | --------------- |
| 自画像                 | 油彩・画布 | 60.5x45.4       | 東京藝術大学       | 1922年（大正11年） | 画面右下に「M.Saburi」           |                 |
| 静物                   | 油彩・画布 | 91.2x116.6      | 名古屋市美術館     | 1924（大正13年）   | 画面左上に「M.Saburi 1924」      | 第5回帝展入選作 |
| マンドリンを弾く道化師 | 油彩・画布 | 100.0x80.7      | ウッドワン美術館   | 1927（昭和2年）    | 画面左下に「M.Sabouri」          |                 |
| 緑陰                   | 油彩・画布 | 117.0x90.9      | 三重県立美術館     | 1927（昭和2年）    | 画面左下に「M.Sabouri」          |                 |
| インドの女             | 油彩・画布 | 194.0x112.5     | 愛知県美術館       | 1930（昭和5年）    | 画面右下に「M.Sabouri」          |                 |
| ブルターニュの女たち   | 油彩・画布 | 130.5x162.5     | 一宮市博物館       | 1930（昭和5年）    | 画面右下に「M.Sabouri ー1930ー」 |                 |
| 貧しきキャフェーの一隅 | 油彩・画布 | 129.7x162.0     | ひろしま美術館     | 1930（昭和5年）    | 画面左下に「M.Sabouri 1930」     | 第12回帝展特選  |
| 厨房                   | 油彩・画布 | 162.5x130.6     | 豊橋市美術博物館   | 1930（昭和5年）頃  | 画面右下に「M.Sabouri」          |                 |
| ナポリの漁夫           | 油彩・画布 | 116.5x90.1      | 東京藝術大学       | 1931（昭和6年）    | 画面右下に「M.Sabouri」          |                 |
| 午後                   | 油彩・画布 | 130.0x162.3     | 東京国立近代美術館 | 1932（昭和7年）    | 画面左下に「M.Sabouri ー1932ー」 | 第13回帝展出品  |
| 画室                   | 油彩・画布 | 182.0x264.0     | 東京国立近代美術館 | 1933（昭和8年）    | 画面左下に「M.Sabouri ー1933ー」 | 第15回帝展特選  |
| 室内                   | 油彩・画布 | 182.0x260.0     | 大佛次郎記念館     | 1934（昭和9年）    |                                  | 第16回帝展特選  |

## 主な受賞
- 1924年　第5回帝展に初入選、「静物」
- 1925年　白日賞。同会の会員に推薦される。
- 1926年　光風会賞。
- 1931年　帝展特選、「貧しきキャフェーの一隅」
- 1933年　帝展特選、「画室」
- 1934年　帝展特選、「室内」

## 主な著作
発行年順。
- 佐分 真、松坂屋『佐分眞遺作展覧會目録』[松坂屋]、1936年。NCID BD09498074。
- 佐分 真『素麗』（春鳥會、1936年）、NCID BN09657156。限定版。
- 佐分 真『佐分眞』（春鳥会、1936年）、NCID BN13740231。
- 小川 芋銭、梶田 半古、佐分 真、北脇 昇、国立近代美術館『小川芋錢 梶田半古 佐分真 北脇昇』（国立近代美術館〈四人の作家〉、1958年）NCID BN05318647。
- 佐分 真、松坂屋『佐分真展 : 没後四十年』（松坂屋、1976年）、NCID BD02160750。
- 佐分 真『佐分真遺作展 : 没後47年 太く短く生きた天才画家』（丸の内画廊、1981序、1981年）、NCID BN05207475。
- 佐分 真、愛知県美術館、中日新聞社 編『佐分真展』（愛知県美術館、1987年）、NCID BN13528860。「郷土の画家たち : 特別展 : 愛知県美術館30年のあゆみ3」
- 佐分 真、一宮市博物館、画家佐分眞の軌跡 : 一宮市博物館開館10周年記念 : 特別展（一宮市博物館、1997年）、NCID BA38606816。
- 伊原 宇三郎、佐分 真、渡辺 浩三、日立市郷土博物館『画家たちの巴里 : 伊原宇三郎・佐分真・渡辺浩三 特別展示』（日立市郷土博物館、1998年）、NCID BA47912063。

## 関連書籍
- 佐分純一『画家佐分眞 わが父の遺影』求龍堂 1996年